# Teuffel von Birkensee

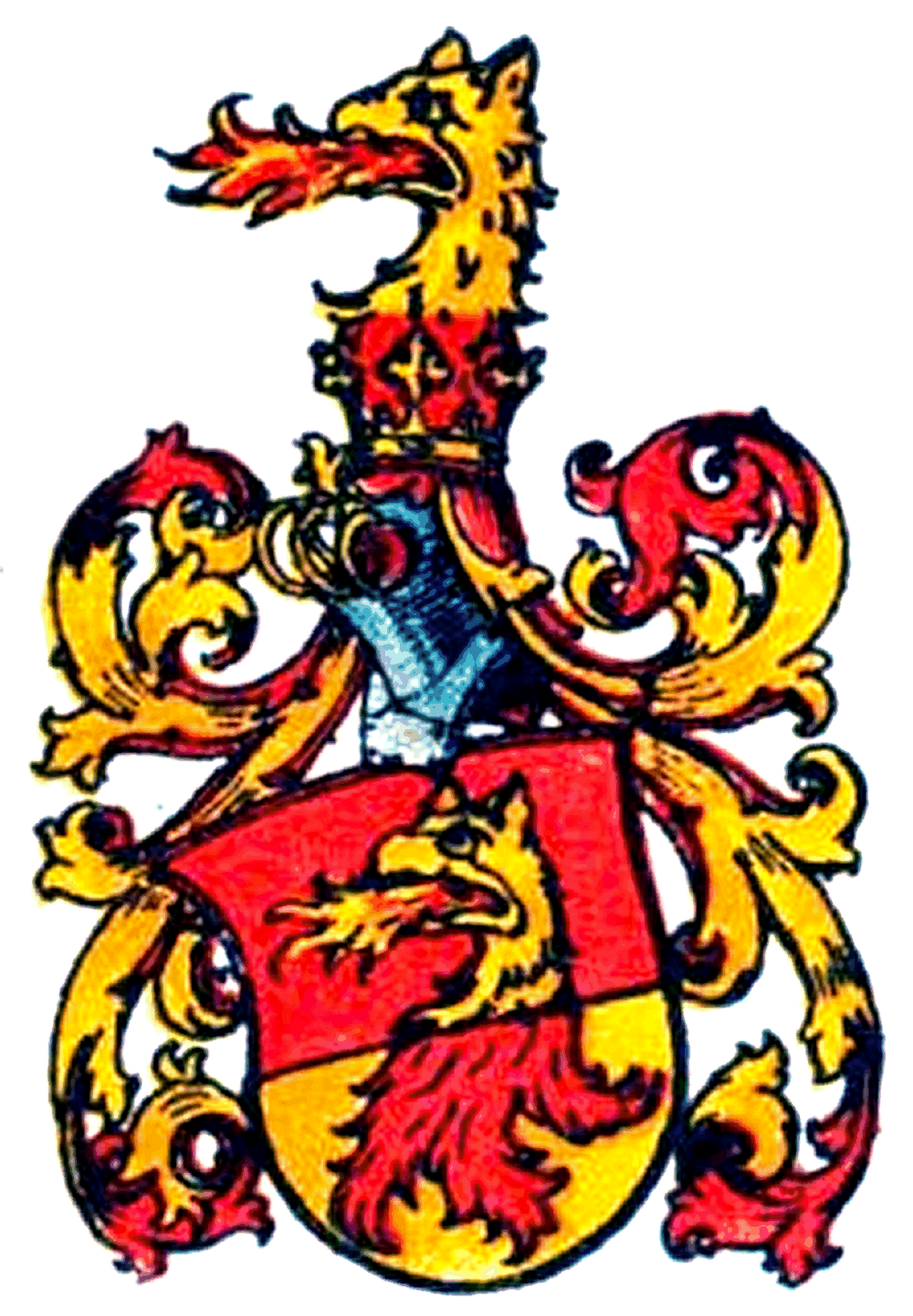
Wappen der Teuffel von Birkensee

Teuffel von Birkensee (auch Teufel von Pirkensee bzw. von Pirckensee) ist der Name eines bayerischen und badischen Adelsgeschlechts.
Es ist nicht zu verwechseln mit dem österreichischen Geschlecht derer von Teufel.

## Geschichte

### Ursprung und Besitztümer

#### Die Teuffel von Pirkensee in der Oberpfalz, und Westfalen
Die Familie derer von Teuffel besaß von 1521 bis 1731 das Schloss Pirkensee, heute in Maxhütte-Haidhof (Floriansweg 7) im Landkreis Schwandorf in der Oberpfalz. Danach nannte sich eine Linie Teuffel von Pirkensee (heute: Birkensee).
Zu den weiteren Besitztümern von Maxhütte-Haidhof gehören u. a. im Ortsteil Leonberg (Burgweg 5) die Burg Leonberg. Zu den oberpfälzerischen Besitztümern gehören neben dem Schloss Teublitz in Teublitz auch zwei in Duggendorf im Landkreis Regensburg (Bayern) befindliche Herrschaftsgüter, das Schloss Hochdorf (Duggendorf) (Schlossstraße 4) im Ortsteil Hochdorf sowie das Schloss Heitzenhofen (Naabstraße 5).
Auch gehören das Wasserschloss Tatenhausen im Tatenhauser Wald bei Halle im Kreis Gütersloh (Westfalen) dazu.

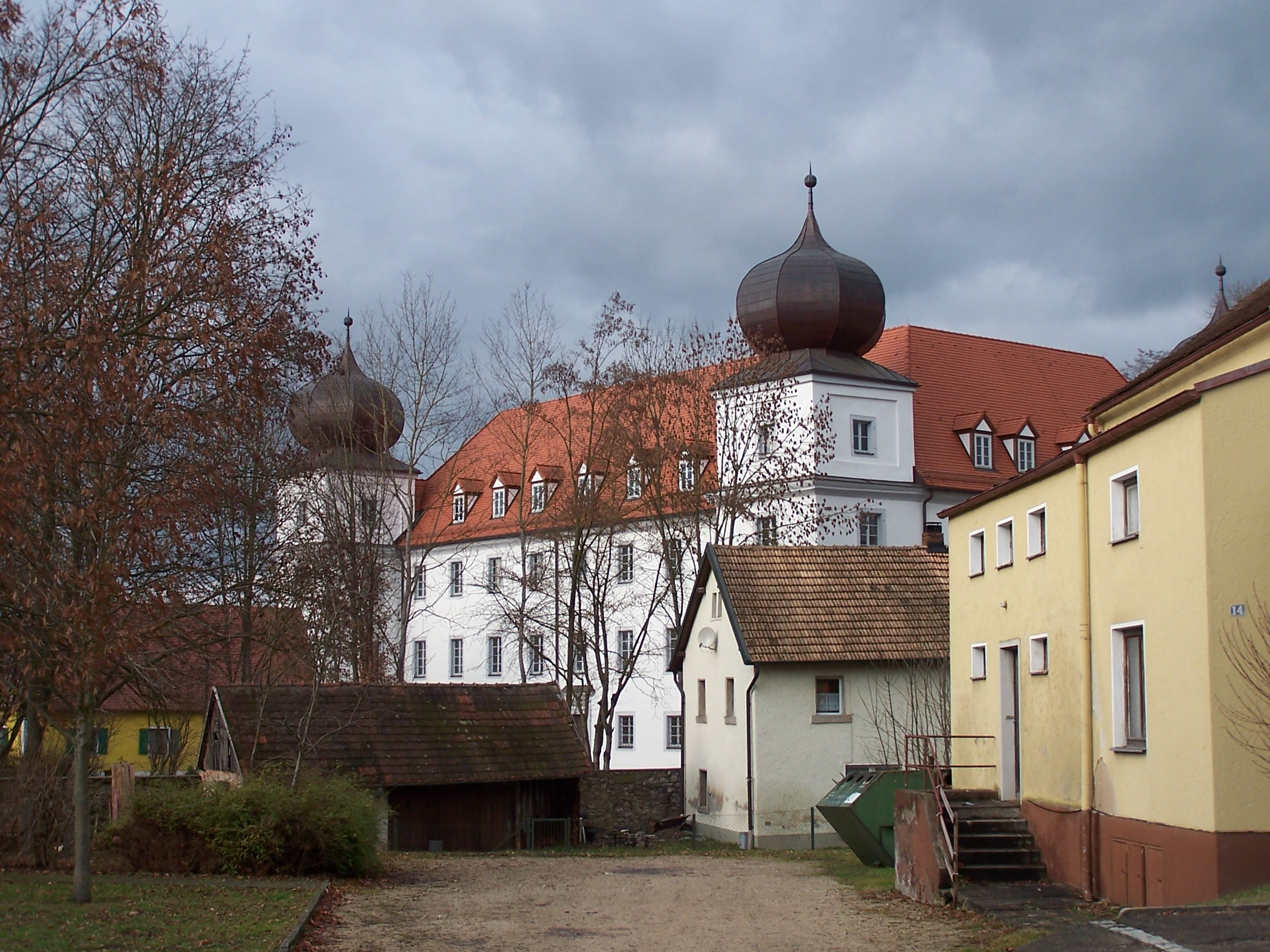
Schloss Pirkensee in Maxhütte-Haidhof (Floriansweg 7),  Oberpfalz (Bayern)
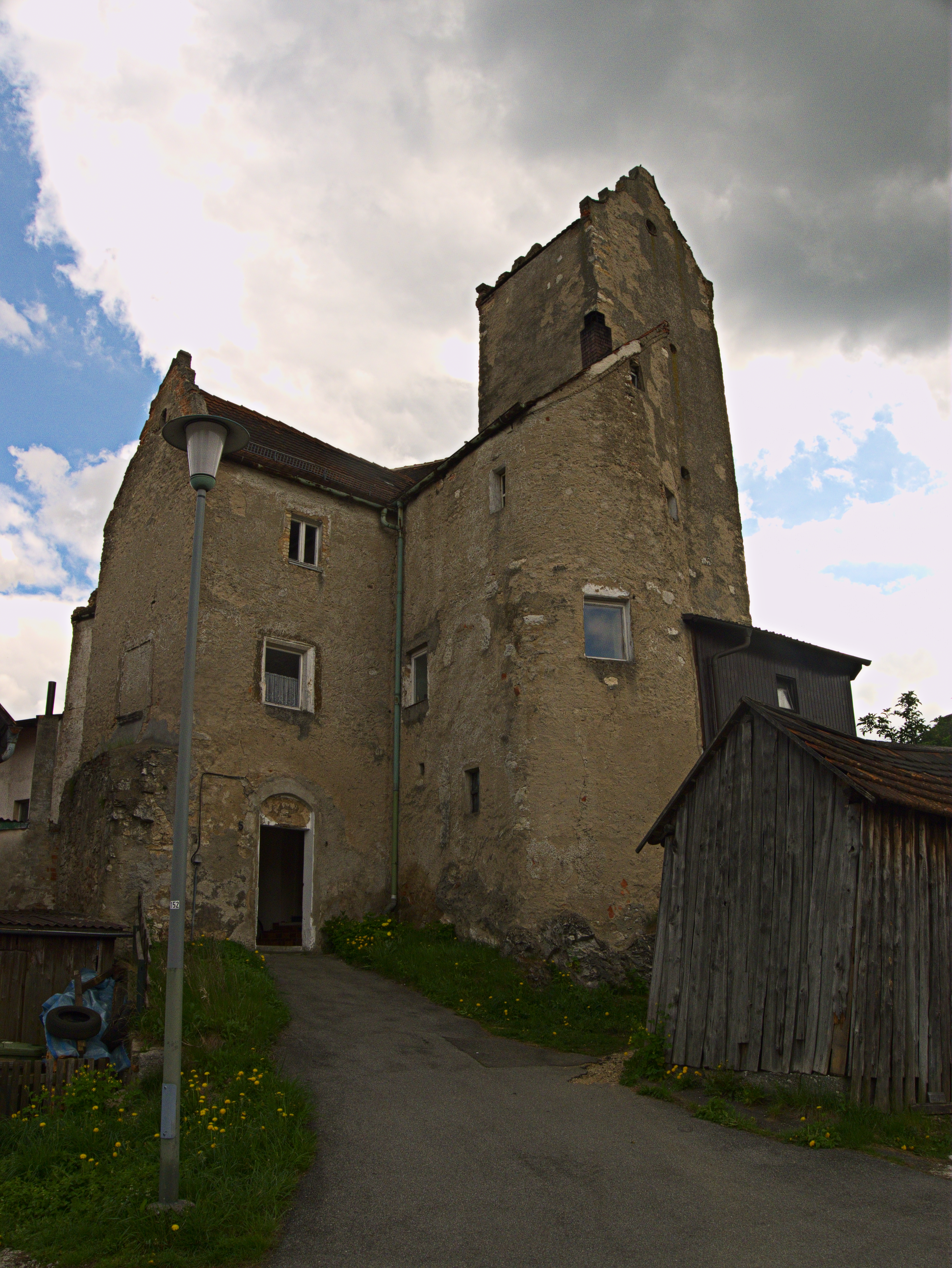
Burg Leonberg, in Maxhütte-Haidhof (Burgweg 5), Oberpfalz (Bayern)
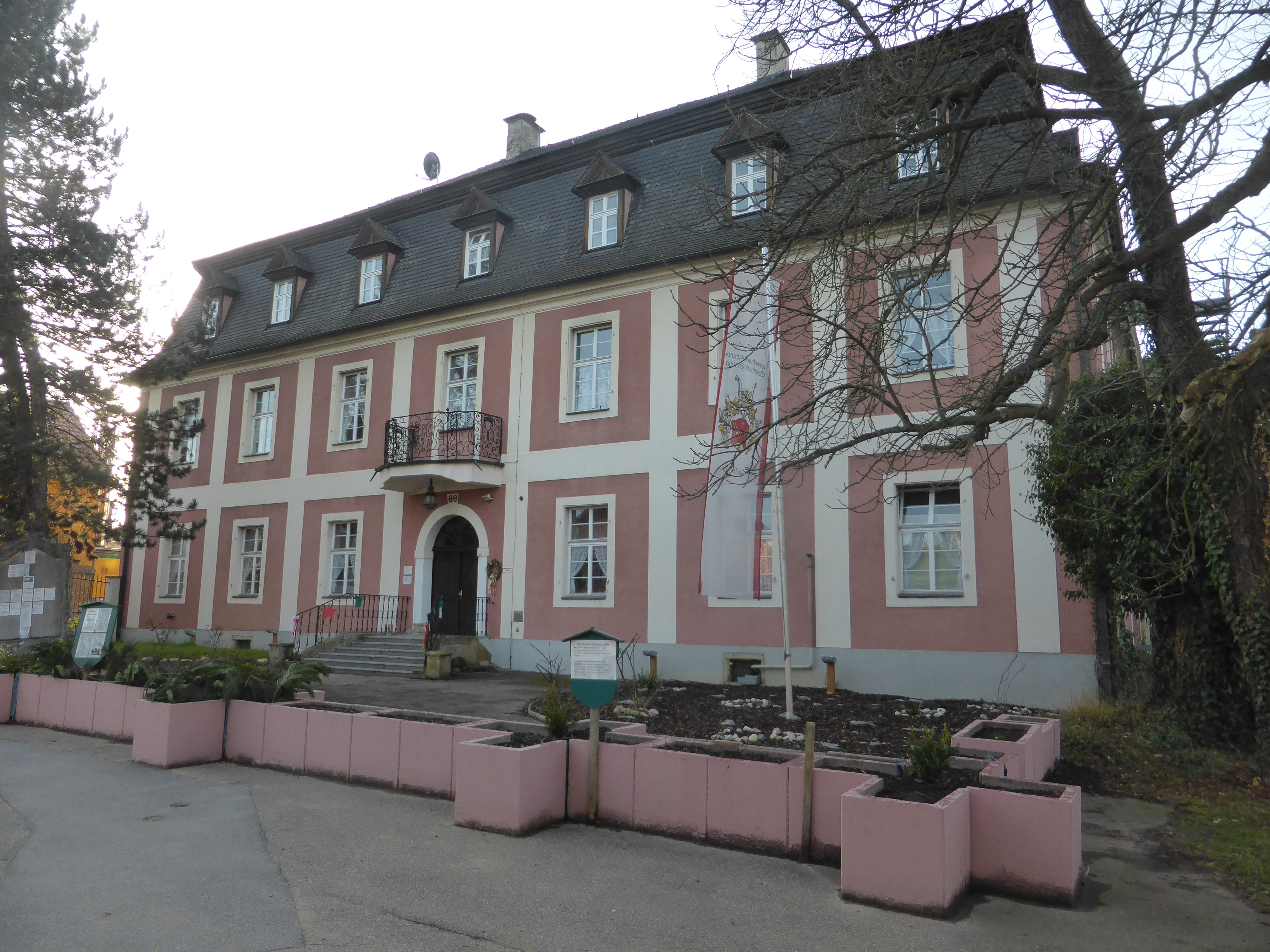
Schloss Teublitz in Teublitz (Oberpfalz, Bayern)
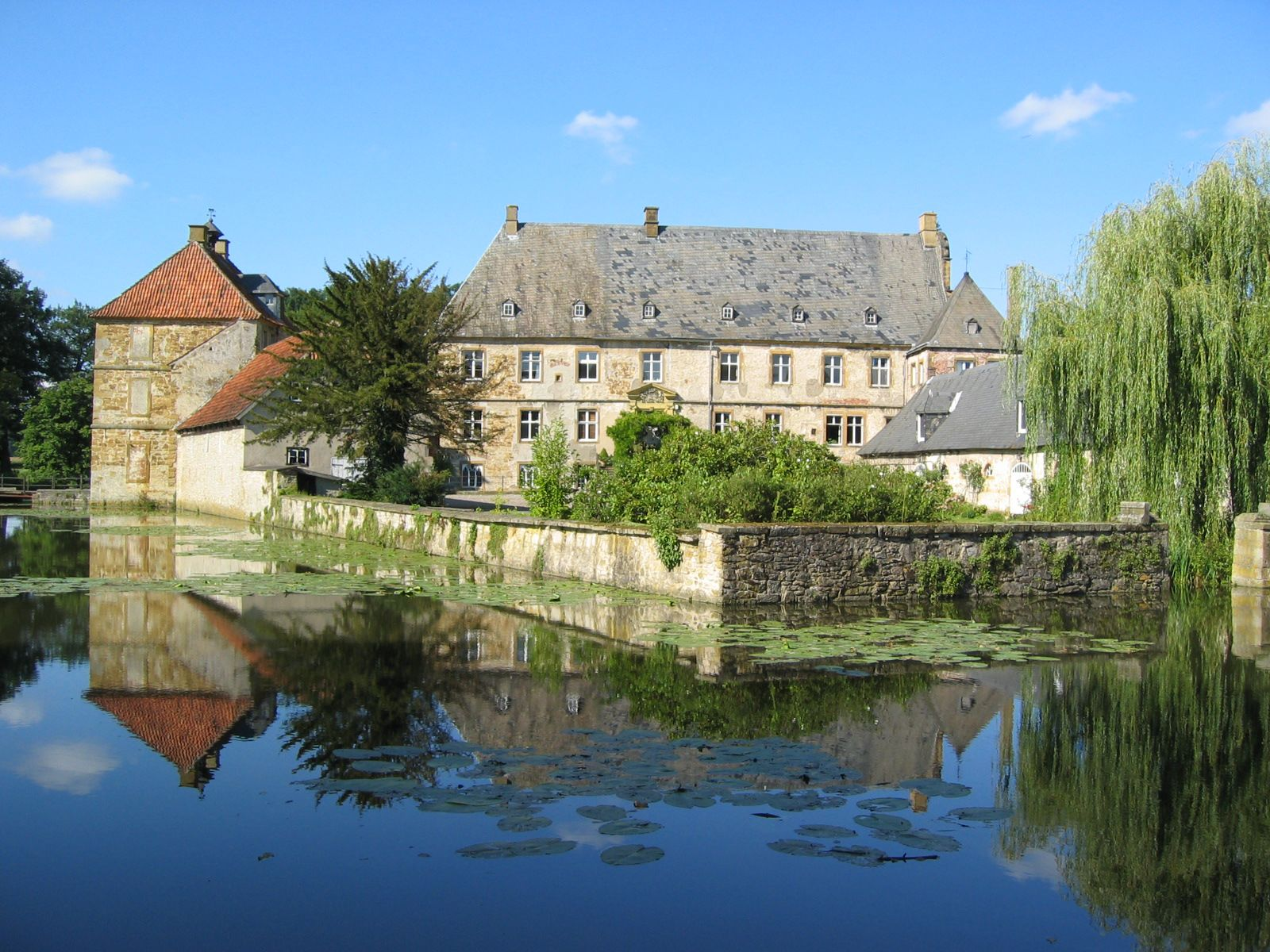
Schloss Tatenhausen, Westfalen
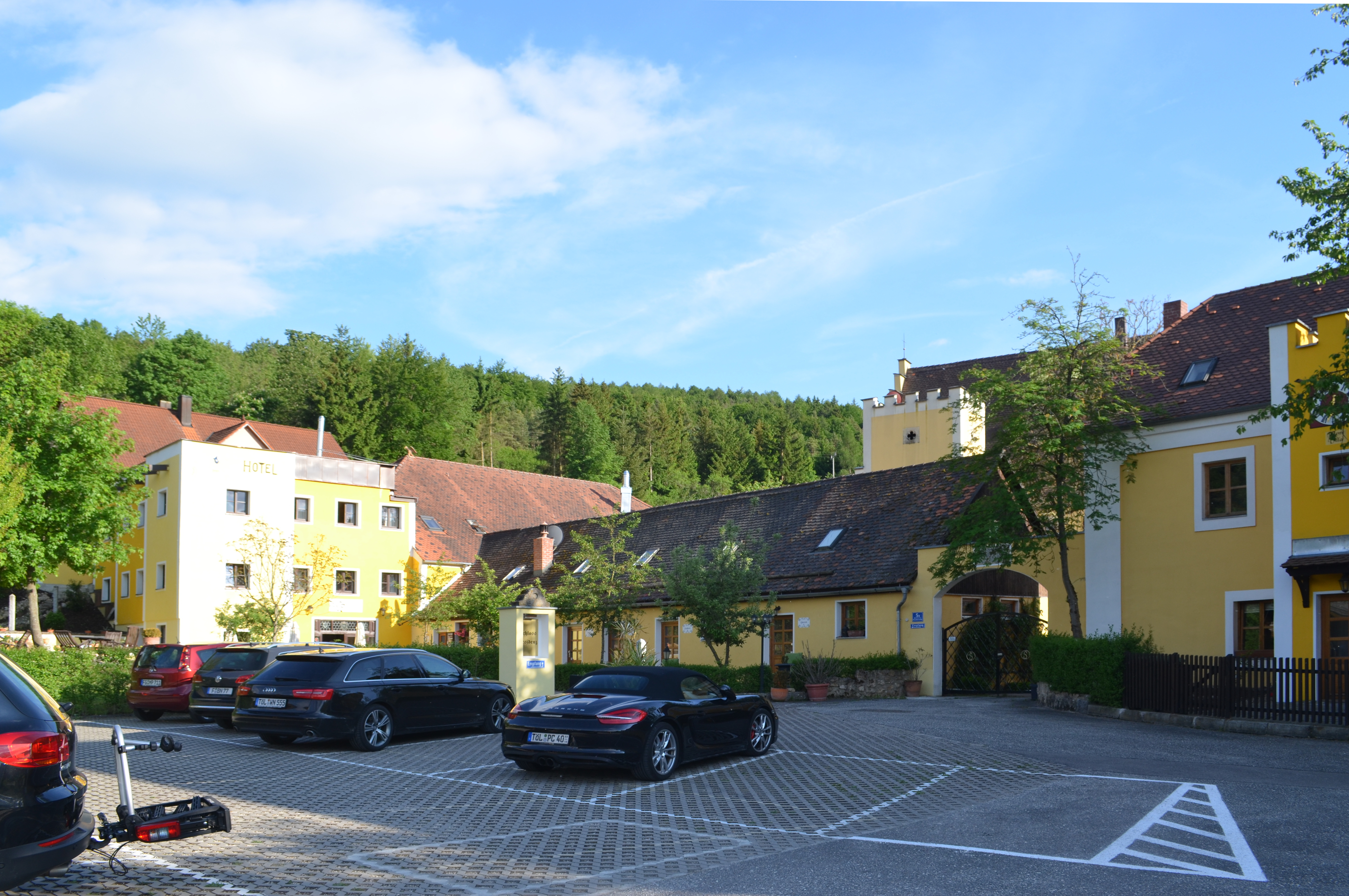
Schloss Heitzenhofen
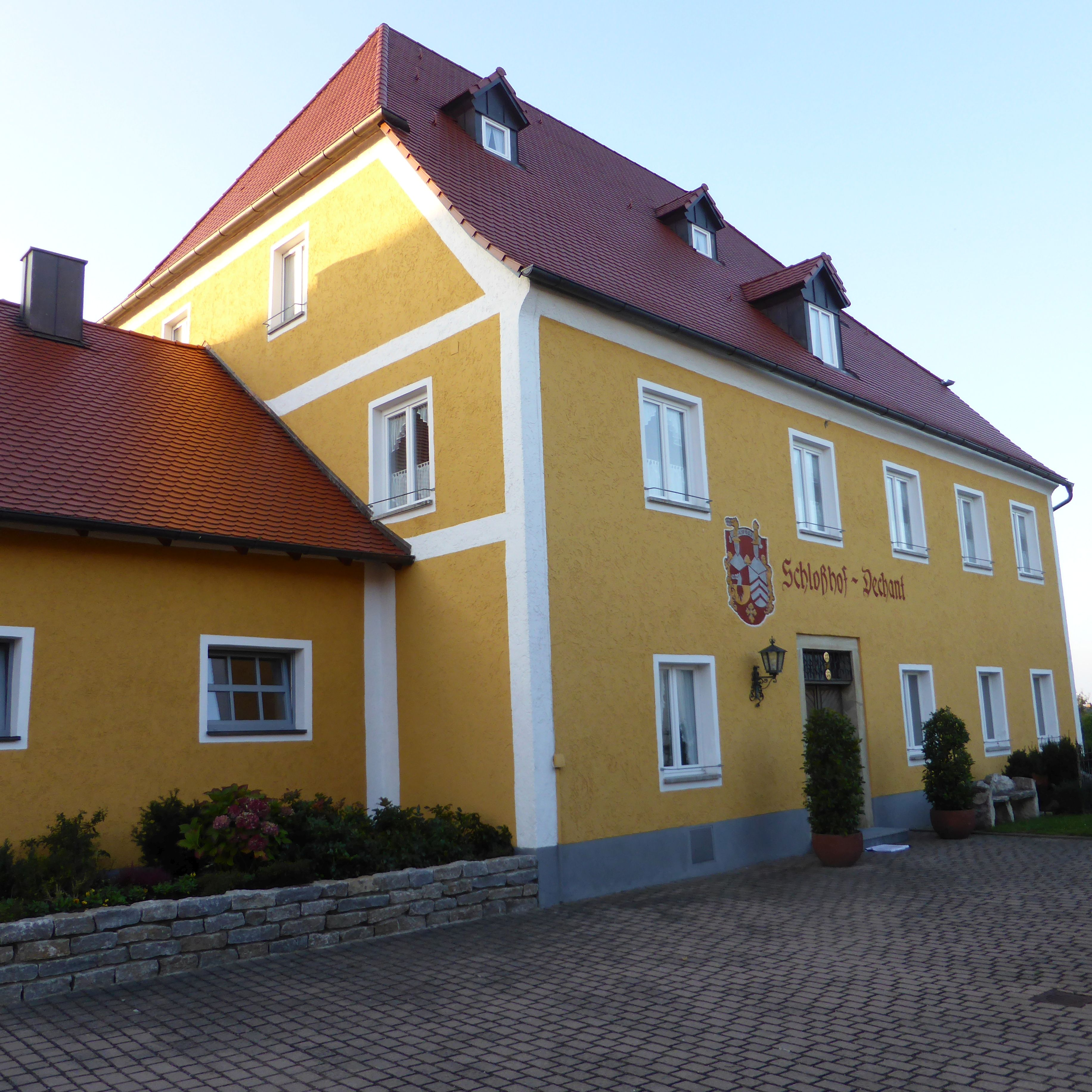
Schloss Hochdorf (Duggendorf)

#### Die Teuffel auf Schloss Teublitz, Burg Leonberg, Schloss Hochdorf und Schloss Heitzenhofen
Schloss Teublitz und Burg Leonberg gingen 1603 von Georg Leo von Sinzenhofen an Wolfgang Teufel von Pirkensee über. Die Burg wurde bald verkauft. Schloss Teublitz wurde ab 1750 durch einen Neubau ersetzt und fiel 1795 im Erbweg an Verwandte. Kurzzeitig war auch Schloss Hochdorf (1708–1735) in Bayern im Besitz der Familie und 1610–17 verwaltete Wolf Balthasar vormundschaftlich das Schloss Heitzenhofen. Anfang des 18. Jahrhunderts war die bayerische Linie Besitzer des Ritterlehengutes Oberredwitz und verfügte über das Kirchenpatronat der Annakirche (heute: Heilig-Geist-Kirche), wovon Wappendarstellungen zeugen.

#### Die Teuffel von Birkensee
Georg Teufel war Besitzer von Pirkensee. Er war im 1540 Landrichter zu Regenstauf im Landkreis Regensburg (Bayern) und zum Protestantismus übergetreten, der nach dem Religionsedikt Ottheinrichs 1542 zur verpflichtenden Lehre in Pfalz-Neuburg wurde. Seine Frau war eine Grünbeck. Sie hatten mehrere Söhne, einer davon war Wolf (* ?; † 1594), er konnte Pirkensee übernehmen und war 1556–1559 Pfleger zu Regenstauf. Sein Amt verlor er wegen eines Totschlages. Später gelang es ihm aber wieder die Gunst des Fürsten zu erringen und er wurde Forstmeister zu Burglengenfeld. Allerdings wurde er später wiederum unehrenhaft aus dem Forstdienst entlassen.
Ein weiterer Sohn Conrad (* 1527; † 1582) wurde Kriegsmann und war ab 1567 Pfleger zu Gundelfingen. Kriegsdienste leistete er für Albrecht Alcibiades von Brandenburg-Kulmbach, Kaiser Karl V. im Schmalkaldischen Krieg, für den französischen König Heinrich II. in Frankreich und Schottland, den Herzog von Alba in Italien. Im Zweiten Markgrafenkrieg wurde er vor Nürnberg verwundet und verlor ein Auge. Auf Seiten Kaiser Karl V. kämpfte er im Tessin. Nach dem Tod des Kaisers 1558 wurde Conrad unter Herzog Wolfgang von Pfalz-Zweibrücken pfalzgräflicher Hofmeister und zog mit ihm 1566 in den Krieg gegen die Türken nach Ungarn und 1569 wieder nach Frankreich. Dort sorgte er für die provisorische Beisetzung des Kurfürsten am 14. Juni 1569 in der Pfarrkirche von Angoulême. Nach 24 Jahren im Kriegsdienst wurde er Pfleger in Gundelfingen. Conrad Teufel verstarb am 6. Mai 1582 in Gundelfingen. Er hinterließ bei seinem Tod sechs noch lebende minderjährige Kinder. Seine zweite Frau war Magdalena von Pertolzhofen (⚭ 1556) aus Altendorf. Seine dritte Frau war Susanna Altmann (⚭ nach 1565) aus Schwandorf (deren Bruder war Kastner zu Burglengenfeld). Susanna erwarb mit Hilfe ihres Neffen Georg Teufel das Landsassengut Schwarzenfeld. Zu den Kindern zählen Philipp Hans, Anna Maria, Johann Conrad, Heinrich und Anna Elisabeth genannt.
Philipp Hans Teufel von Pirkensee (* ca. 1571, † 1595) blieb unverheiratet und fiel in Ungarn. Anna Maria Teufel von Pirkensee (* 9. April 1572 in Gundelfingen, † 1. April 1614 in Schnürpflingen) war bis 1593 Hoffräulein am Württembergischen Hof. Sie heiratete 1593 Eitel Hans Besserer von Schnürpflingen. Regina Teuffel von Pirkensee (* ca. 1574, † ca. 1599) blieb unverheiratet und war pfalz-neuburgisches Hoffräulein. Johann Conrad Teufel von Pirkensee zu Schwarzenfeld (* um 1575, † vor 1637) ging eine erste Ehe ein mit Appolonia Elisabeth, geb. von Wildberg (Adelsgeschlecht). Das zweite Mal heiratete er 1611 Amalia, geb. von Winterfeld (Adelsgeschlecht). 1607 war er Landsasse auf Schwarzenfeld, von 1613 bis 1619 Pfleger und Forstmeister zu Bruck in der Oberpfalz. Er weigerte sich, zum Katholizismus überzutreten. Später war er als Stallmeister am Württembergischen Hof. Er zeugte drei Kinder. Heinrich Teuffel von Pirkensee  (* um 1575, † 10. Juli 1629 in Öschelbronn). Er heiratete in erster Ehe mit einer Tochter des Balthasar von Gültlingen. In zweiter Ehe am 24. April 1624 heiratete er in Stuttgart (?) Esther, geb. von Drauschwitz (Adelsgeschlecht). Er war als Reiterhauptmann, Hofjunker, Truchsess und Haushofmeister tätig. 1618 erfolgte der Kauf von Öschelbronn und Sindlingen, beide gingen nach seinem Tod an seinen Schwager Heinrich von Drauschwitz sowie an seine Schwester Anna Elisabeth Teuffel von Pirkensee (* um 1580, † ca. 1636 an der Pest), die mit Johann Wilhelm von Rußwurm zu Haselbach, einem pfalz-neuburgischen Oberstjäger und Falkenmeister, verheiratet war.

#### Linie der Teuffel von Birkensee in Baden
Das Geschlecht setzte sich ab dem 17. Jahrhundert bis heute in Baden fort. Für die Familie erfolgte Ende des 19. Jahrhunderts die großherzoglich badische Anerkennung der Berechtigung zur Führung des Freiherrntitels.

#### Familienmitglieder in Bayern, Baden, Westfalen und Berlin
Neben Baden setzt sich eine Linie infolge der Erbschaft von Schloss Tatenhausen 1995 nun in Westfalen fort. Weitere Familienmitglieder wohnen in Berlin.

### Namensträger

#### Erste Stammträger
- Christoph Teufel (* ?; † ?)
- Wolfgang Teufel von Pirkensee (* ?; † ?)
- Wolf Balthasar (* ?; † ?)
- Georg Teufel von Pirkensee (* ?; † ?): zeugte Wolf und Conrad
  - Wolf (der Ältere) (* vor 1527; † 1594)
  - Conrad (der Jüngere) (* 1527; † 1582): zeugte sechs minderjährige Kinder in zwei Ehen; 1. ⚭ 1556 mit Magdalena, geb. von Pertolzhofen (Adelsgeschlecht) von Altendorf; 2. ⚭ nach 1565 mit Susanna Altmann aus Schwandorf, zeugte mit ihr Philipp Hans, Anna Maria, Johann Conrad, Heinrich und Anna Elisabeth:
    - Philipp Hans Teufel von Pirkensee (* ca. 1571, † 1595): unverheiratet
    - Anna Maria Teufel von Pirkensee (* 1572; † 1614): ⚭ 1593 Eitel Hans Besserer von Schnürpflingen
    - Regina Teuffel von Pirkensee (* ca. 1574, † ca. 1599): unverheiratet
    - Johann Conrad Teufel von Pirkensee zu Schwarzenfeld (* um 1575, † vor 1637): 1. ⚭ Appolonia Elisabeth, geb. von Wildberg (Adelsgeschlecht); 2. ⚭ 1611 mit Amalia, geb. von Winterfeld (Adelsgeschlecht); zeugte drei Kinder
    - Heinrich Teuffel von Pirkensee (* um 1575, † 1629): 1. ⚭ Tochter des Balthasar von Gültlingen; 2. ⚭ 1624 mit Esther, geb. von Trauschwitz (Adelsgeschlecht), Schwester des Heinrich von Trauschwitz
    - Anna Elisabeth Teuffel von Pirkensee (* um 1580, † ca. 1636): ⚭ mit Johann Wilhelm von Rußwurm zu Haselbach

#### Weitere Persönlichkeiten der Familie
- Philipp Wolfgang Teuffel von Birkensee (* 1722; † 1795): königlich preußischer Generalmajor
- Karl Wilhelm Teuffel von Birkensee (* ?; † 22. Juni 1742 in Gunzenhausen): von 1714 bis 1742 markgräflich brandenburg-ansbachischer Oberamtmann in Gunzenhausen
- Karl Wilhelm Teuffel von Birkensee (* ?; † 27. Dezember 1793 in Gunzenhausen): von 1758 bis 1793 markgräflich brandenburg-ansbachischer, ab 1792 preußischer Oberamtmann in Gunzenhausen
- Gisbert Freiherr Teuffel von Birkensee (* 1881; † 1970): deutscher Architekt und Hochschullehrer
- Sharon Freifrau Teuffel von Birkensee  (* 21. August 1969 in West-Berlin): deutsche Schauspielerin und Sängerin, tritt unter ihrem Mädchennamen Sharon Brauner auf

### Nobilitierung
Familienmitglieder werden noch heute in der Bayrischen Adelsmatrikel geführt.

## Wappen
Blasonierung: Das von Rot über Gold geteilte Wappen zeigt einen gehörnten und feuerspeienden Drachenrumpf in verwechselten Farben; auf dem Helm mit rot-goldenen Decken der wachsende Drache.

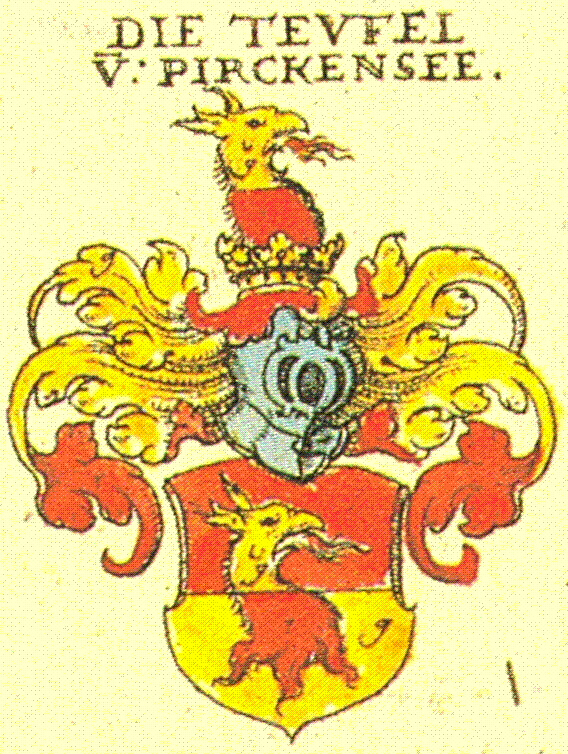
Wappen in Siebmachers Wappenbuch 1605 (spiegelverkehrt)
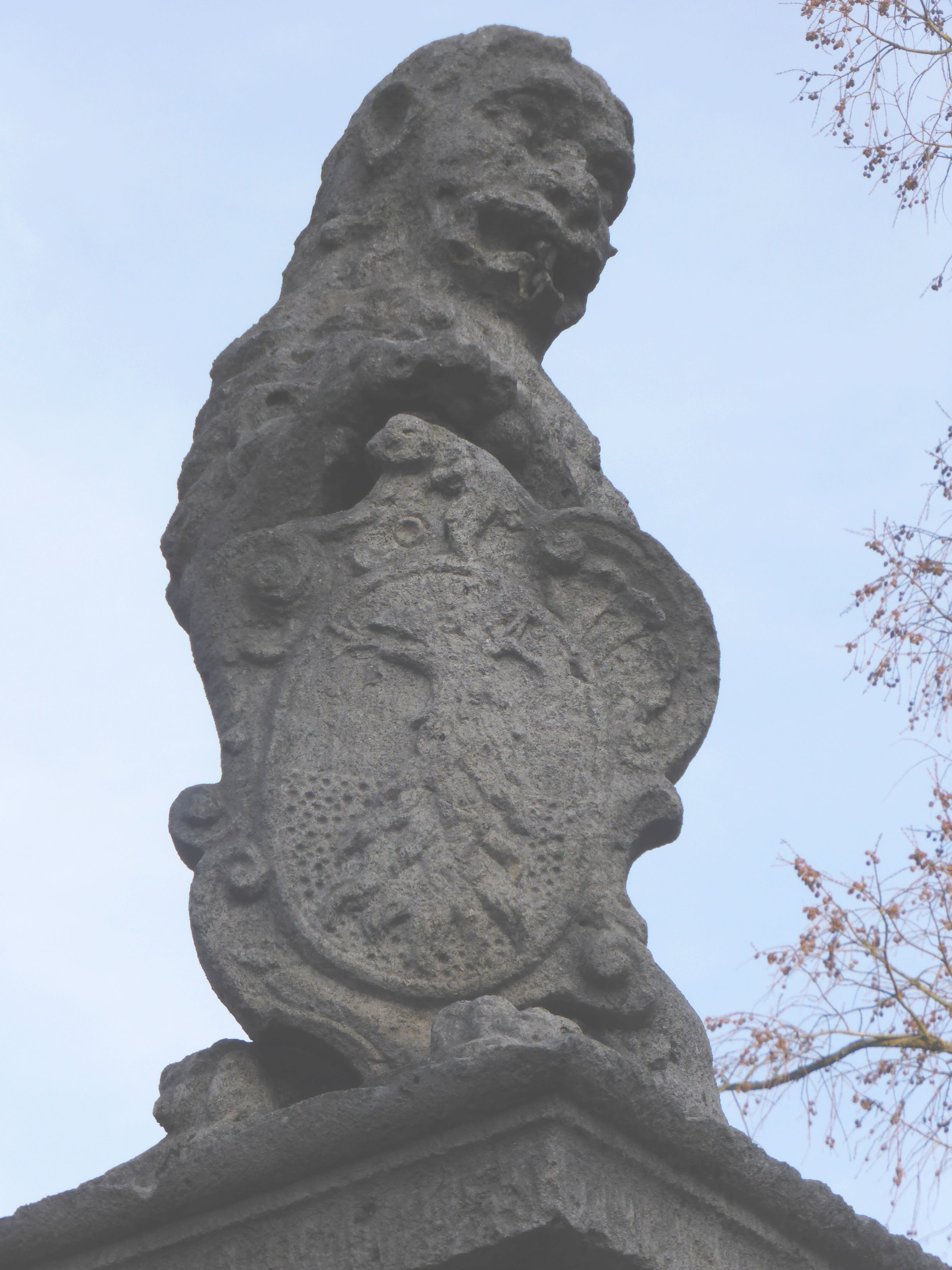
Wappen der Teufel von Pirkensee am Eingangsportal von Schloss Teublitz